# Made in Poland (zespół muzyczny)

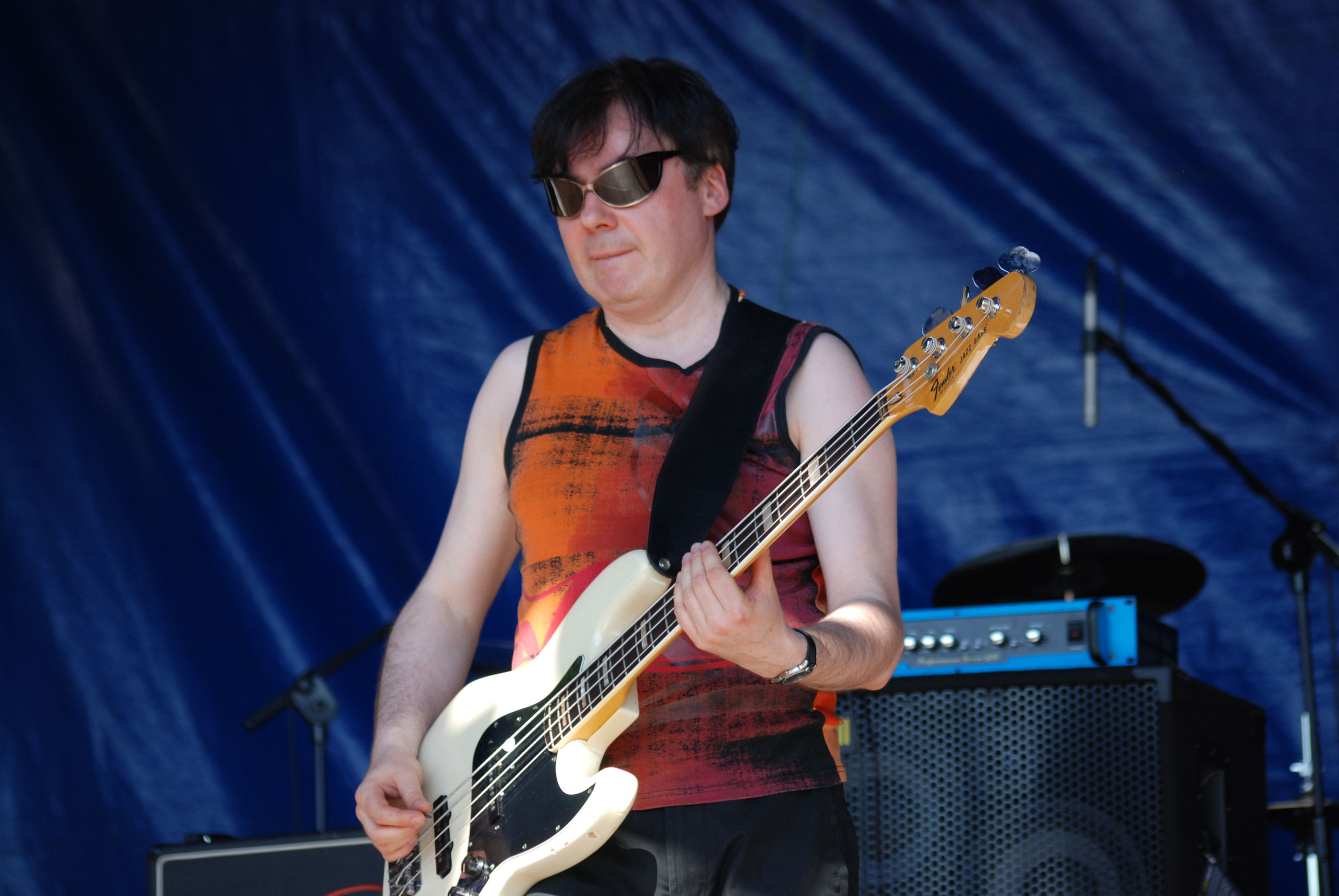
Piotr Pawłowski podczas koncertu na festiwalu Castle Party w roku 2008

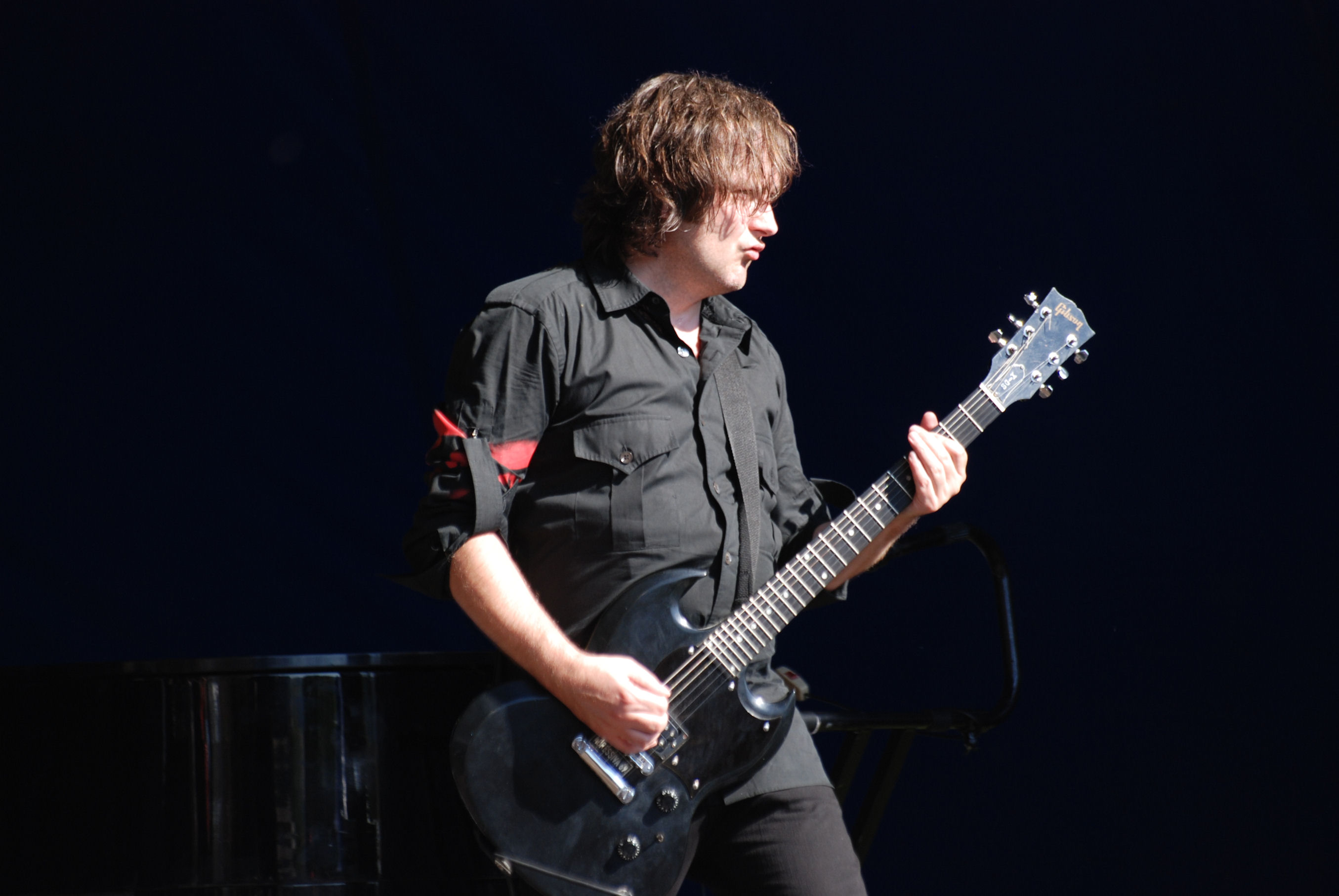
Sławomir Leniart

Made in Poland – polska grupa muzyczna powstała w 1984 roku, jeden ze sztandarowych przedstawicieli nurtu cold wave.

## Historia
Grupa powstała w maju 1984 roku w Krakowie na gruzach punkowej formacji Ekshumacja, uczestnika Festiwalu Muzyków Rockowych Jarocin '83. Koncertowy debiut formacji przypada na FMR Jarocin '84, gdzie została ona entuzjastycznie przyjęta przez publiczność. Zespół wystąpił tam również rok później. Inne ważne występy to między innymi Rock Arena '85 w Poznaniu.
W 1985 roku ukazuje się pierwszy singel zespołu – „Ja myślę”. Pierwsze z tych nagrań pojawi się również na kompilacji zatytułowanej Jeszcze młodsza generacja. W tym czasie zrealizowana została też piosenka „To tylko kobieta”.
W 1986 roku po odejściu Roziego, zespół próbuje za mikrofonem m.in. wokalistkę Jolantę Annę Pulchną i Roberta Gawlińskiego z zespołu Madame. Z tą pierwszą nagrywa w roku 1986 trzy nowe utwory, z których największą popularność zyskują „Wciąż tylko mgliste słowa (Ucieczka)”. Warto zwrócić uwagę na rewolucyjne brzmienie drugiego singla zespołu Nieskazitelna twarz. W 1987 roku powraca Rozzy, zaś zespół nagrywa materiał na debiutancki longplay zatytułowany po prostu Made in Poland. Utrzymany klimacie twórczości The Style Council i Simply Red album okazał się zupełnie nietrafiony w gusta ówczesnej publiczności. W tej sytuacji grupa zakończyła działalność. W latach 90. zespół dwukrotnie się reaktywował i w tym czasie zagrał m.in. jako wsparcie The Stranglers w Sali Kongresowej w Warszawie.
Piotr Pawłowski i Artur Hajdasz reaktywowali zespół z okazji festiwalu w Jarocinie 2006 (bez Rozziego i Córy, za to Hajdaszem jako wokalistą). 1 września 2007 roku zagrali koncert na Festiwalu „Muzyka z oblężonego miasta” w Lubinie, na którym zadebiutował nowy gitarzysta Sławomir „Dżabi” Leniart (muzyk także Agressivy 69). Zespół w tym samym roku grał także przed Alien Sex Fiend w czasie ich jedynego koncertu w Polsce. We wrześniu 2008 spodziewany jest archiwalny album koncertowy Martwy kabaret, pokazujący czasy największej świetności zespołu w latach 80. Płyta ta miała zostać nagrana w studio w roku 1986, jednak cenzura odrzuciła większość tekstów utworów, skutecznie uniemożliwiając rejestrację studyjną.
W warstwie muzycznej utwory Made in Poland z lat 80. przypominały dokonania The Cure z okresu Seventeen Seconds i Faith. Także zespoły takie jak Joy Division, Echo And The Bunnymen, The Opposition i Killing Joke wywarły wyraźny wpływ na twórczość zespołu. W swojej obecnej muzyce zespół potwierdza własną oryginalność brzmieniową, bazując na swoim przywiązaniu do najlepszych tradycji światowej zimnej fali.
Warto także wspomnieć o udanych tekstach zespołu z pierwszego okresu działalności. „Program”, „Ja myślę”, „Obraz we mgle” czy „Papier z pieczątką” to jedne z najlepszych tekstów polskiego rocka w tamtym okresie, które do tej pory nie straciły swojego uniwersalizmu i humanizmu.
W lipcu 2008 Made in Poland wystąpili na Castle Party w Bolkowie, w pełnym składzie koncertowym poszerzonym o byłego perkusistę Republiki - Sławomira Ciesielskiego oraz gitarzystę Marcina Klimczaka.
W maju 2009 ukazał się nowy album „Future Time”, z jednej strony (głównie dzięki charakterystycznemu stylowi gry Pawłowskiego na gitarze basowej) nawiązujący do zimnej fali, z drugiej strony mocno psychodeliczny, miejscami („No idź” i „Blow”) nawet industrialny. Materiał został znakomicie przyjęty wśród dziennikarzy muzycznych, jednak nigdy nie zyskał tak masowego uznania jak pierwsze dokonania zespołu.
Latem 2011 ukazał się koiejny materiał „Enjoy The Solitude”. Zawierał on kilka wersji utworu tytułowego nagranego z amerykańską wokalistką Rykardą Parasol, dwa utwory które nie zmieściły się na „Future Time” oraz koncert z Lubina z 1 września 2007 w bardzo dobrej jakości.
W okresie 2010 - 2012 Made in Poland grało sporadyczne koncerty w składzie Hajdasz, Pawłowski, Leniart i Pezda. W 2011 Pawłowski założył nowy zespół The Shipyard, z którym wydał trzy albumy „We Will Sea”, „Water on Mars” i „Niebieska Linia”.
6 sierpnia 2017 Made in Poland wystąpiło na katowickim Off Festival, prezentując swój archiwalny materiał „Martwy Kabaret”. Hajdasz i Pawłowski wykonali go wspólnie z muzykami The Shipyard - wokalistą Rafałem Jurewiczem, gitarzystą Michałem Miegoniem oraz multiinstrumentalistą Michałem Młyńcem.

## Muzycy

### Obecny skład zespołu
- Piotr Pawłowski – gitara basowa
- Artur Hajdasz – śpiew, perkusja
- Sławomir Leniart – gitara
- Bogusław „Bodek” Pezda[1] – instrumenty klawiszowe

### Oryginalny skład zespołu
- Robert „Rozzy” Hilczer – śpiew
- Krzysztof „Córa” Grażyński – gitara
- Piotr Pawłowski – gitara basowa
- Artur Hajdasz – perkusja

### Byli członkowie zespołu
- Robert Hilczer
- Krzysztof Grażyński
- Jolanta Anna Pulchna - śpiew
- Robert Gawliński - śpiew
- Doman Hilczer - gitara
- Józef Weberbauer - gitara
- Maciej Strojny - śpiew, gitara
- Mariusz Kruc - perkusja
- Władysław Grochot - trąbka
- Sławomir Ciesielski - perkusja
- Filip Danielak - perkusja

## Dyskografia

### Albumy
- 1989 Made in Poland
- 2008 Martwy kabaret
- 2009 Future Time
- 2011 Enjoy the Solitude
- 2018 Kult

### Oficjalne single
- 1985 „Ja myślę”
- 1986 „Nieskazitelna twarz”
- 2012 „Powiedzmy to”[1]

### Single na „Liście Przebojów Trójki”
| Rok  | Tytuł         | Najwyższa Pozycja | Liczba Tygodni |
| ---- | ------------- | ----------------- | -------------- |
| 1984 | Ja myślę      | 14                | 7              |
| 1985 | Obraz we mgle | 23                | 5              |
| 1986 | Ucieczka      | 22                | 6              |

### Kompilacje
- 2006 The Best: Obraz we mgle

### Inne wydawnictwa
- 1985 Sztuka latania – utwór „To tylko kobieta"
- 1986 Jeszcze młodsza generacja – utwór „Ja myślę"
- 1987 Przeboje na „Trójkę” – utwór „Wciąż tylko mgliste słowa/Ucieczka""
- 1997 Polish New Wave – utwory: „Obraz we mgle”, „Ja myślę”, „Kobieta”, „Ucieczka”, „Nieskazitelna twarz”, „Jedna kropla deszczu"
- 2000 Dodatek do listy przebojów „Trójki” – utwór „Ja myślę"
- 2005 Kultowa dekada vol. 4 – utwór „Ja myślę"
- 2008 Wyspiański wyzwala – utwór „Bądź jak meteor, jak błyskańce"
- 2008 Castle Party 2008 – utwór „Future time"
- 2008 Kultowa dekada vol. 5 – utwór „Jedna kropla deszczu"
- 2009 Gajcy! - utwór „Wezwanie"
- 2015 Help Maciek 2 Live[5][6][7] – utwory: „Bądź jak meteor”, „W moim pokoju”, „Future Time"